# Claudio Willer
Claudio Jorge Willer (São Paulo, 2 de dezembro de 1940 – São Paulo, 13 de janeiro de 2023) foi um poeta, ensaísta, crítico e tradutor brasileiro.

## Carreira
Filho de judeus alemães, graduou-se em Psicologia, pela USP (1966), e em Ciências Sociais e Políticas, pela Fundação Escola de Sociologia e Política de São Paulo (1963), obteve o título de Doutor em Letras, pela FFLCH-USP, na área de Estudos Comparados de Literaturas de Língua Portuguesa, com a tese Um Obscuro Encanto: Gnose, Gnosticismo e a Poesia Moderna, aprovada com distinção em  28 de março de 2008. Completou pós-doutorado em 2011, também em Letras na USP, com ensaios sobre o tema "Religiões estranhas, misticismo e poesia".
Como poeta, Willer distingue-se pela ligação com o surrealismo e a geração beat. Ao lado de Sergio Lima e Roberto Piva, foi um dos poucos poetas brasileiros citados em resenha sobre o surrealismo em São Paulo, publicada em fevereiro de 1965, pelo periódico francês La Bréche - Action Surréaliste, dirigido por André Breton.
Como crítico e ensaísta, escreveu em vários periódicos brasileiros: nos jornais  Jornal da Tarde, Jornal do Brasil (caderno Ideias), Folha de S. Paulo,O Estado de S. Paulo, Correio Braziliense, nas revistas Isto É e Cult e em publicações da imprensa alternativa e independente: jornal Versus, revista Singular  e Plural, jornal O Escritor da UBE, Linguagem Viva, Muito Mais, Página Central, Reserva Cultural (cinema) e  outras.
Seus trabalhos estão incluídos em antologias e coletâneas, no Brasil e em outros países, além de uma bibliografia crítica, formada por ensaios em revistas literárias, resenhas e reportagens na imprensa. É também citado em obras de história da literatura brasileira, como as de Afrânio Coutinho, Alfredo Bosi, Carlos Nejar, José Paulo Paes e Luciana Stegagno-Picchio.
Ocupou cargos públicos em administração cultural e presidiu, por vários mandatos, a  União Brasileira de Escritores.
Co-editou, com Floriano Martins, a revista eletrônica Agulha, de 1999 a 2009. Ministrou inúmeros cursos e palestras e coordenou oficinas literárias em universidades, casas de cultura e outras instituições.
Morreu em 13 de janeiro de 2023, aos 82 anos, em São Paulo.

## Principais obras publicadas

### Poesia
- Anotações para um apocalipse. São Paulo:   Massao Ohno Editor, 1964;
- Dias circulares. São Paulo: Massao Ohno Editor, 1976;
- Jardins da Provocação. São Paulo: Massao Ohno/Roswitha Kempf Editores, 1981.
- Estranhas Experiências, Rio de Janeiro: Lamparina, 2004;
- Poemas para leer en voz alta, poesia, tradução de Eva Schnell, posfácio de Floriano Martins, Editorial Andrómeda, San José, Costa Rica, 2007;
- A verdadeira história do século XX, poesia, Lisboa, Portugal: Apenas Livros – Cadernos Surrealistas Sempre, 2015; edição brasileira: São Paulo, Córrego, 2016;
- Extrañas experiencias, poesia 1964-2004, Claudio Willer, Nulu Bonsai Editora, Buenos Aires, 2018; tradução de Thiago Souza Pimentel, fotografias Irupê Tenório, prólogo e revisão de Reynaldo Jiménez. Com apoio do Ministério das relações Exteriores do Brasil / Fundação Biblioteca Nacional / Ministério da Cultura. Edição argentina dos poemas de Estranhas experiências.

### Prosa e ensaio
- Dias ácidos, noites lisérgicas, crônicas, São Paulo: Córrego, 2019;
- "Os rebeldes: Geração Beat e anarquismo místico, ensaio", Porto Alegre: L&PM, 2014.
- "Manifestos 1964-2010", Rio de Janeiro: Azougue editorial, 2013
- Volta, narrativa em prosa, São Paulo: Iluminuras, 1996 (3ª edição: 2004).

- Geração Beat. Porto Alegre: L&PM Pocket (coleção Encyclopaedia), 2009.
- Um obscuro encanto: gnose, gnosticismo e a poesia moderna. Rio de Janeiro: Civilização Brasileira, 2010.

## Traduções
- Os Cantos de Maldoror de Lautréamont. Tradução e prefácio. Vertente, 1970. 2ª edição: Max Limonad, 1986 ;
- Escritos de Antonin Artaud . Seleção, tradução, prefácio e notas. Porto Alegre: L&PM Editores, 1983, e sucessivas reedições;
- Uivo, Kaddish e outros poemas de Allen Ginsberg. Seleção, tradução, prefácio e notas. Porto Alegre: L&PM Editores, 1984 e reedições; nova edição, revista e ampliada, em 1999; edição de bolso pela coleção L&PM Pocket em 2000, reeditada como Uivo e outros poemasem 2005 e 2010;
- Crônicas da Comuna, coletânea sobre a Comuna de Paris, textos de Victor Hugo, Flaubert, Jules Vallès, Verlaine, Zola e outros. Tradução e prefácio. São Paulo, Ensaio, 1992.
- Lautréamont - Obra Completa - Os Cantos de Maldoror, Poesias e Cartas. Edição prefaciada e comentada. São Paulo: Iluminuras, 1997 (4ª edição em 2014).
- Livro de haicais de Jack Kerouac, org. Regina Weinreich, Porto Alegre: L&PM,2013
- As pessoas parecem flores finalmente , de Charles Bukowski, poesia, Porto Alegre: L&PM, 2015.

## Principais antologias e publicações coletivas
No Brasil
- Alma Beat, L&PM Editores, 1985;
- Carne Viva, antologia de poemas eróticos organizada por Olga Savary. Rio de Janeiro, Anima,  1985;
- A Posse da Terra, coletânea de autores contemporâneos brasileiros, por Cremilda Medina, publicada em Portugal pela Imprensa Oficial, e no Brasil, pela Secretaria de Estado da Cultura, 1985;
- Folhetim - Poemas Traduzidos, org. Nelson Ascher e Matinas Suzuki, ed. Folha de S. Paulo, 1987, com uma tradução de Octavio Paz;
- Artes e Ofícios da Poesia, org. Augusto Massi, ed. Artes e Ofícios - Secretaria Municipal de Cultura de São Paulo, 1991;
- Sincretismo - A Poesia da Geração 60, org. Pedro Lyra, Topbooks, 1995;
- Antologia Poética da Geração 60, org. Álvaro Alves de Faria e Carlos Felipe Moisés, Editorial Nankin, 2.000;
- 100 anos de poesia brasileira – Um panorama da poesia brasileira no século XX. Claufe Rodrigues e Alexandra Maia (org.). Rio de Janeiro: O Verso Edições,  2001;
- Paixão por São Paulo – Antologia poética paulistana. Luiz Roberto Guedes, org., São Paulo:Terceiro Nome,  2004;
- Antologia comentada da poesia brasileira do século XXI, Manuel da Costa Pinto, org., São Paulo: Publifolha, 2006.

No exterior
- Modernismo Brasileiro und die Brasilianische Lyrik der Gegenwart, antologia da poesia brasileira por Curt Meyer-Clason, Druckhaus Galrev, Berlim, 1997;
- Narradores y Poetas de Brasil, coletânea de Floriano Martins, revista Blanco Móvil, primavera de 1998, México, DF;
- Brasil 2000, Antologia de Poesia Contemporânea Brasileira, org. Álvaro Alves de Faria, ed. Alma Azul e Instituto Português do Livro e das Bibliotecas, Coimbra, Portugal, 2000;
- Alforja XIX – Revista de Poesía, México DF, fevereiro de 2002, edição dedicada à poesia brasileira;
- Dossier: Surrealismo Intermundos, em Atalaia/ Intermundos, revista do CICTSUL, Centro Interdisciplinar de Ciência, Tecnologia e Sociedade da Universidade de Lisboa, nº 10-11, Lisboa, novembro de 2003, com ensaios;
- Cena poética – scène poétique, coletânea bilíngüe de poetas do Brasil e da Bretanha, tradução de Luciano Loprete, organização de Celso de Alencar e Yvon le Man, editora Limiar, Cena – Centro de Encontro das Artes, São Paulo, 2003;
- 3er Festival mundial de poesía – Venezuela 2006, antologia de poemas dos participantes do Festival Mundial de Poesia em Caracas: Fundación editorial el perro y la rana, maio de 2007;
- Un nuevo continente – Antologia Del Surrealismo en la Poesía de Nuestra América, antologia de poesia surrealista latino-americana, organização de Floriano Martins, vários tradutores, Caracas: Monte Ávila, 2008;
- Revista de Poesía Prometeo – Memoria del XX Festival Internacional de Poesía de Medellín, número 86-87, 2010, Medellín, Colômbia.

## ColeçãoVozes Contemporâneas
Em 2018, Claudio Willer, em parceria com as editoras Selo Demônio Negro e Hedra, coordenou a coleção Vozes Contemporâneas. O projeto consistiu na realização de uma oficina literária de longa duração e na publicação dos autores selecionados. Os livros resultantes foram:
- Cavernas, Arenitos e Poemas, de José Antonio Gonçalves
- Eumênides de aluguel, de Malu Alves
- Hoje é anjo yagé, de João Mognon
- Poemas permutantes, de Roberto Casarini
- Visão incurável, de Luís Perdiz

## Filmografia e videografia
- Uma outra cidade, documentário de Ugo Giorgetti, com os poetas Antonio Fernando de Franceschi, Rodrigo de Haro, Roberto Piva, Jorge Mautner, Claudio Willer. SP Filmes e TV Cultura, 2000.
- Antes que eu me esqueça, 1977, cor, 12’30’’, Beta SP, direção de Jairo Ferreira, documentando leitura de poesia, exibido em cineclubes e mostras de cinema; em super-8 e também disponível em vídeo, DVD
- Inventário da Rapina, média-metragem (50´) em 35 mm. de Aloysio Raulino, poemas de Jardins da Provocação sobre cenas da cidade de São Paulo, 1984, exibido em cineclubes e mostras;
- Filmedemência, de 1985, longa-metragem dirigido por Carlos Reichenbach, distribuição comercial, participação representando a si mesmo;
- Claudio Willer - poemas em estúdio, 45', direção de Pipol;
- A propósito de Willer, super-8mm, 18’06”, documentário de Priscyla Bettim e Renato Coelho.